# Maria Gil
Maria Gil, também conhecida por Maria da Fronteira (Porto, 1972), é uma atriz e ativista cigana, sendo uma referência na promoção do movimento feminista das mulheres ciganas em Portugal.

## Percurso
Maria Gil já foi feirante e empregada de balcão, fez teatro comunitário e teatro do oprimido.
O seu ativismo é sobretudo feito através do teatro. Atualmente, é membro da Associação Saber Compreender e atriz no Coletivo PELE.
Em julho de 2013, foi uma das oradoras convidadas do I Encontro Intercultural Rumo à Inclusão, promovido pelo projeto O Rumo Certo, que teve lugar na Biblioteca Municipal de Tomar, onde abordou o tema Desafios da Inclusão.
Em 2016, foi uma das caras da campanha nacional contra a discriminação de ciganos da Rede Europeia Anti-Pobreza (EAPN Portugal) — a maior rede europeia de redes nacionais, regionais e locais de ONGs, bem como de Organizações Europeias ativas na luta contra a pobreza. Esta campanha, denominada A Discriminação é Falta de Educação, pretendia mostrar sete mensagens emitidas por sete cidadãos de etnia cigana que trabalham ou estudam com o intuito de quebrar mitos e representações negativas. O vídeo mostra, entre outros, que Bruno Oliveira é assistente operacional hospitalar, Maria Gil é actriz, Carlos Miguel é secretário de Estado e Damaris Maia é estudante de bioquímica.
Em 2017, surgiu um movimento liderado por Maria Gil que vem conquistando voz, cuja ideia central é “mulheres e ciganas”, que “existem e resistem”. Esta tornou-se numa das frases mais emblemáticas do movimento feminista cigano, desde que Maria Gil a ergueu num cartaz, numa manifestação que teve lugar no Porto em Maio desse ano.

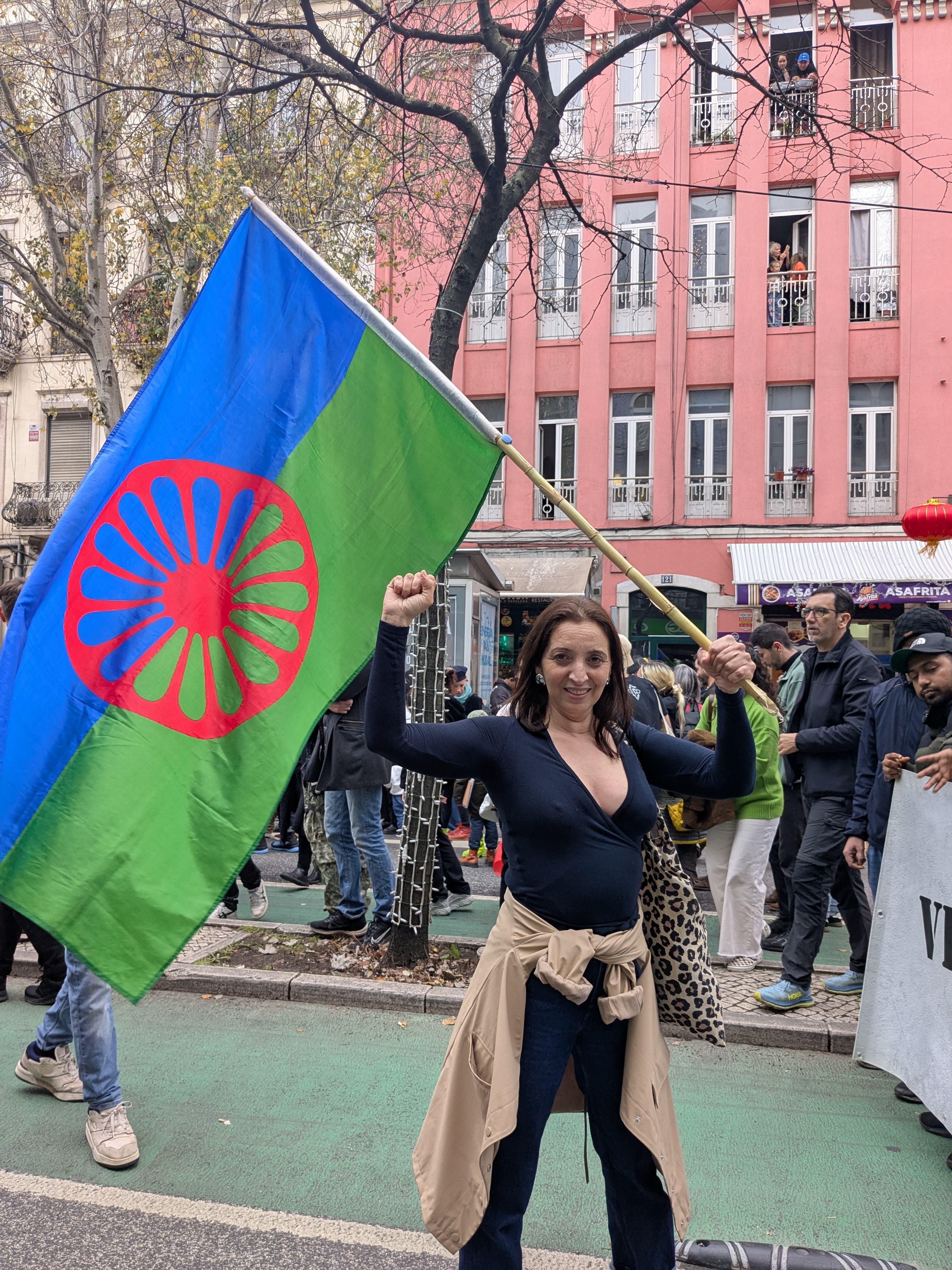
Maria Gil com a bandeira do Povo Romani Manifestação Não nos encostem a parede 11 de janeiro de 2025, Lisboa

Em abril de 2018, participou no Festival Política, no debate Que papel para as comunidades ciganas?, moderado pelo jornalista Pedro Santos, juntamente com outras duas mulheres ciganas: Cátia Montes, activista, estudante de Educação Social e bombeira voluntária, e Toya Prudêncio, activista, estudante, considerada Cigana do Ano pela Associação Letras Nómadas em 2017. O debate foi emitido em directo pelo Fumaça.
Maria Gil foi também uma das figuras associadas ao projeto Singular do Plural: 20 – profissões, pessoas, ciganos e ciganas, promovido pela EAPN Portugal que, em 2019, promoveu uma exposição, no Museu Alberto Sampaio (Guimarães) com 40 fotografias de rostos de pessoas de referência da comunidade, com o objectivo de influenciar a imagem social sobre as comunidades ciganas, contribuindo para um melhor conhecimento sobre estas e para a construção de uma sociedade mais inclusiva.
Em abril de 2019, Maria Gil foi uma das oradoras da sessão aberta de ciberjornalismo, junto com a jornalista Ana Cristina Pereira, a investigadora Maria José Casa-Nova, a psicóloga Paula Allen, e a mediadora cigana Élia Maia no âmbito de uma reflexão sobre a representação das comunidades ciganas na esfera pública feita pelos finalistas de Jornalismo da Universidade Lusófona do Porto, inserida na unidade curricular de Ciberjornalismo.
Em julho de 2019, Maria Gil foi entrevistada por Daniel Oliveira para o seu projecto jornalístico independente Perguntar Não Ofende.

## Ligações Externas
- RTP — Outras Histórias — Maria da Fronteira
- Ribaltambição — História de Vida de Maria Gil
- Fumaça — Debate Festival Política 2018: Que papel para as comunidades ciganas?
- MSN.PT e Expresso — Quem dá trabalho a ciganos?
- Podcast Do Género (Público), Novembro 2017 — "Sou Mulher e Cigana. Existo e Resisto"
- Podcast Perguntar Não Ofende, Julho 2019 — "Maria Gil: Os Ciganos São Inassimiláveis?"